# Le Poiscaille
 (janvier 2018).
Le Poiscaille était un journal satirique édité à Liège.

## Origine
Le Poiscaille est un journal satirique indépendant et totalement liégeois animé par une trentaine de passionnés formés aux techniques du journalisme et de la caricature (Université de Liège, Haute École de la Province de Liège, École Supérieure des Arts Saint-Luc). Tous les deux mois, la rédaction publie 20 pages d’articles sur la politique liégeoise et la société civile ainsi qu’une foule de caricatures.
Adepte d’humour grinçant et de satire sociale, Le Poiscaille a vu le jour en février 2010 sous l’initiative d’une équipe de Liégeois souhaitant introduire dans leur ville un journal satirique, irrévérencieux et sans la moindre complaisance avec quelque forme d’autorité qui soit.
Le Poiscaille a été créé pour offrir une alternative à la presse traditionnelle liégeoise. Dans le sillon de la presse satirique (Le Canard enchaîné, Charlie Hebdo, Siné Mensuel, etc.), Le Poiscaille propose un contenu adressé aux amateurs d’ironie et d’information décalée. Il souhaite également prouver qu’il est parfois réjouissant de lire l’actualité locale sous un œil neuf, décalé et comique. Si l’intention du genre satirique est de dépeindre de façon ironique les vices et les travers des hommes et de la société, Le Poiscaille reste néanmoins un journal d’information ancré dans l’actualité. Il est désireux de proposer un certain point de vue sur la société actuelle et son évolution. Les journalistes et caricaturistes qui en font partie ne sont pas des donneurs de leçon murés dans leur tour d’ivoire, mais davantage des citoyens animés par l’idée de proposer un regard différent du consensualisme ambiant. Le Poiscaille part donc à la recherche des sujets peu traités et offre à ses lecteurs des angles originaux, enlevés et décalés.
En avril 2013, Le Poiscaille fait paraître son premier numéro hors-série : le meilleur de trois premières années compilé en 32 pages. Tiré à 1000 exemplaires, ce numéro spécial a été vendu au prix de 3 € dans plus de 200 librairies de la Province de Liège.
Après des difficultés à renouveler l'équipe éditoriale et à obtenir des financements, l'assemblée générale décide de mettre fin à l'activité du journal le 21 août 2017. Ils publieront un dernier numéro retraçant leurs rêves et échecs le 2 février 2017.